# Oslo Centralstation
Oslo Centralstation (Oslo Sentralstasjon, Oslo S) er hovedbanegården i Oslo og Norge. De fleste fjerntog har denne som sin endestation. Dette er også en af Flytogets stationer. Nogen af Flytogets afgange starter på denne station. Stationen udgør et trafikknudepunkt sammen med Jernbanetorget Station, hvor tog, sporvogne og busser mødes (deraf navnet centralstation). Oslo S er Norges største jernbanestation målt i antal rejsende.

## Historie
Stationen blev åbnet for trafik i 1980 efter at jernbanetunnelen under byen var færdig. Det næste byggetrin stod færdig i 1987 med centralhal og publikumsfunktioner. Arkitekt for anlægget var John Engh, som vandt arkitektkonkurrencen i 1946. Centralstationen er opført i tilknytning til den tidligere Østbanestasjonen, som i konkurrenceprojektet var forudsat nedrevet. I anlægget er også integreret den første endestation for Hovedbanen til Eidsvoll, færdig i 1854.
Den første Østbanestasjon blev rejst efter tegninger af arkitekterne Heinrich E. Schirmer og Wilhelm von Hanno. Stationsbygningen i rød tegl står stadig, indbygget i centralstationen, men uden tårnet og den første toghal.
Efter at Østfoldbanen blev åbnet, måtte stationen udvides. Toghallen blev fornyet, og mod havnen og Jernbanetorget blev der rejst to nye fløje i pusset tegl, tegnet af arkitekt og stadskonduktør Georg Andreas Bull, som tidligere havde tegnet Vestbanestasjonen. Bygningen har et rigt facadeudstyr i nyrenæssance. Den udvidede Østbanestasjon stod færdig i 1882, med toghallen som et butikscenter.
Da Hamsun skrev sin roman Sult, der udkom i 1890, boede han i Tomtegata 11. Adressen lå omtrent der, hvor man i dag finder Burger King på Oslo S.

## Terrorbomben i 1982
2. juli 1982 eksploderede en bombe i en opbevaringsboks i Østbanehallen. Den 19-årige Elin Stoltenberg Dahl befandt sig i fotoautomaten ved siden af og blev dræbt. 11 andre blev skadet, hvoraf en ældre mand meget alvorligt. Glas og splinter haglede omkring de forbipasserende. Otte dage senere blev der fundet en udetoneret bombe i stationshallen, lagret i en tilsvarende opbevaringsboks. Denne udetonerede bombe indeholdt omkring 2 kg sprængstof og havde endnu større sprængkraft end den første. Plastposen med den udetonerede bombe var taget ud af opbevaringsboksen og lagt på et hittegodskontor, hvor bomben blev opdaget ved en tilfældighed. Sprængstoffet var placeret i et stålrør for køkkenaftræksvifter med røret kappet af til 30 cm. Lignende bomber benyttes af terrororganisationer i andre lande. Bomben var tidsindstillet ved hjælp af et almindeligt armbåndsur med tidsindstilling på maksimalt en time. Politiet udtalte, at den udetonerede bombe uden tvivl var "lavet af en person med forstand på den slags," og at det var en rent held, at den ikke gik af. Fundet medførte, at man fik gerningsmandens fingeraftryk. 9. oktober 1982 tilstod en 18-årig gymnasieelev fra Nordstrand, at han stod bag attentatet. Det var hans plan at sprænge en række bomber og derefter presse penge af NSB mod ikke at sprænge endnu flere. To uger tidligere havde han placeret en dynamitladning under en bro på Ekebergbanen. (Gerningsmanden og en kammerat havde stjålet 8 kg dynamit fra en byggeplads.) Heldigvis var sporvognen forsinket, og kørte derfor ikke ind i eksplosionen. Gerningsmanden blev afsløret af fingeraftryk efter en skudepisode en måned senere, hvor han med et haglgevær skød og sårede et avisbud i det østlige Oslo. En bil med to unge mænd forsvandt fra stedet, men en opmærksom tilskuer tog bilnummeret. Senere på dagen blev bilen fundet ved en hytte på Hvaler, og to 18-årige drenge arresteret.
Bombemanden blev idømt 11 års fængsel. Han tilstod 30 andre strafbare forhold, deriblandt hærverk og grove tyverier. Han blev også sigtet for drabsforsøg efter skudepisoden. Til minde om den dræbte Elin Stoltenberg Dahl blev der foretaget en landsomfattende pengeindsamling til et relief af kunstneren Nina Sundbye, lavet i guldbelagt bronze med fredsduer og ordet "fred" på forskellige sprog. Relieffet blev skænket til NSB for at stå i ankomsthallen. NSB flyttede det imidlertid til et uanseligt sted til venstre, når man kommer ind ad hovedindgangen.
Attentatet medførte, at NSB flyttede opbevaringsbokserne væk fra de travle områder med mange rejsende. Anders Behring Breiviks forsvarer, Geir Lippestad, fortalte senere, at han havde gået i skole med de tre gerningsmænd.

## Videre udvikling
Området omkring hovedbanegården udvikles til bydelen Bjørvika, især kendt for husrækken Barcode.